# Арукку
Арукку (древнеперс.: *Aryauka или *Aryavuka, *Aryūka; аккад.  Arukku; эламск. 𒄯𒊑𒌋𒊌𒋡; арам. 𐡀𐡓𐡉𐡅𐡊; * )  — был старшим сыном Кира I (Куруша I) из Парсумаша и братом Камбиса I.

## Упоминание в ассирийских источниках
В связи с разрушением Сузы, которое фактически означало роспуск царства Элам Ашшурбанипалом, Кураш (Кир I) отправил Арукку в Ниневию, чтобы признать господство ассирийцев в 639 г. до н.э. Различие, приравнивающее Парсуа к Парсумашу, означало бы, что упомянутый Кир, возможно, тем временем принял на себя суверенитет одного из многих царей. В 835 г. до н.э., на 24-м году правления Салманасара III, Парсуа описывалась как страна с 27 царями.
Традиционно Арукку обычно отождествляют с сыном Кира I. Это упоминание служит доказательством древнейшего послания в персидской царской семье. За этим последовал вывод, что Камбиз I, должно быть, был ещё одним сыном. Согласно этой хронологии, в которой Кир уже фигурирует как отец и царь, рождение Кира должно быть не позднее 680–675 г. до н.э.
Упомянутый Ашурбанипалом Кир не имел вассального статуса, а давал Ассирии добровольные дары, чтобы обеспечить дружеские отношения с новым соседом. Однако эти дары были записаны в списках ассирийских царей как дань.